# Ismael Zambada García
Ismael Mario Zambada García (El Álamo, Sinaloa, 1 de enero de 1948), conocido como el Mayo o don Mayo, es un exnarcotraficante mexicano. Junto a «El Chapo» Guzmán y «El Azul», se desempeñó como líder del Cártel de Sinaloa. Se presume que, tras la captura de Guzmán y la supuesta muerte de Esparragoza, él terminó como líder principal de la antedicha organización criminal, pero delegando la mayoría de las operaciones del cártel a varios de los mandos medios. 
Trabajó como coordinador logístico para el Cártel de Sinaloa, del que también se dice ha sido la cabeza de la organización en las sombras para que el cártel sea una de las organizaciones criminales más poderosas del mundo, ayudando en la exportación de cocaína y heroína desde México hacia varias ciudades de Estados Unidos a través de túneles, trenes, barcos, aviones, submarinos, avionetas y helicópteros.

## Biografía y carrera

### Trayectoria criminal
Inició su trayectoria en el narcotráfico en la década de los setenta, en el Cártel de Guadalajara,  organización dirigida por Miguel Ángel Félix Gallardo, Ernesto Fonseca Carrillo y Rafael Caro Quintero. Luego trabajó en el Cártel de Juárez de Amado Carrillo Fuentes, "El Señor de los Cielos". En contraste con otros narcotraficantes, Zambada siempre procuró mantener un perfil bajo, lo cual le permitió permanecer prácticamente intocable frente a las autoridades mexicanas y estadounidenses durante más de cinco décadas hasta su detención.
Su mayor actividad criminal se dio a finales de los años ochenta cuando el gobierno federal aprehendió a los entonces máximos capos de la droga en México, todos sinaloenses: Rafael Caro Quintero; Ernesto Fonseca Carrillo y Miguel Ángel Félix Gallardo, tío de los hermanos Arellano Félix, con los cuales había formado un pacto, el cual se rompió por no cumplir, proteger y no traicionar a Joaquín "El Chapo" Guzmán. Ya iniciados los años noventa, la reestructuración de las organizaciones criminales mexicanas que siguió a otras detenciones importantes, tales como las de los líderes de los llamados cárteles de Tijuana (Benjamín Arellano Félix) y del Golfo (Osiel Cárdenas Guillén), derivó en la invasión de plazas y territorios "controlados", así como una guerra entre los distintos grupos, tanto existentes como emergentes, y entre esos y las fuerzas armadas y policía federal mexicana, disputándose las rutas para el trasiego y distribución de droga. 
A partir de 2001, El Mayo Zambada empezó a trabajar en colaboración con "El Chapo" Guzmán reforzando al Cártel de Sinaloa, especialmente a través de su hijo Vicente Zambada Niebla, quien jugó un papel clave en el cartel al coordinar el envío de varias toneladas de cocaína desde distintos países de Centro y Sudamérica vía México, con destino a los Estados Unidos. 
Cuando Joaquín "Chapo" Guzmán fue detenido en febrero de 2014, su gran aliado Ismael "El Mayo" Zambada, y uno de sus mentores, tomó su lugar al mando del Cártel de Sinaloa. Ese mismo día, la DEA convirtió al Mayo en el capo más poderoso del Norte de México y el único que nunca había sido capturado por las autoridades, hasta el jueves 25 de julio de 2024.
Ismael 'El Mayo' Zambada se convirtió en una leyenda en las montañas de Sinaloa, mismas que fueron su refugio durante su trayectoria de más de 50 años en el mundo del narcotráfico y, pese a los megaoperativos de las fuerzas de seguridad mexicanas en su contra, la primera vez que fue atrapado fue a sus 76 años. La Fiscalía apunta a que fue El Mayo quien preparó y organizó la segunda fuga del Chapo, con el objetivo de quitarse la presión que ejercían las autoridades mexicanas sobre él.
El jefe de operaciones de la DEA, Jack Riley, afirmó que El Mayo es el narcotraficante más poderoso. "Creo que la organización que formó es la más sólida que existe porque ha perdurado en la historia del narcotráfico internacional", apuntó. Y es que Zambada ha trabajado principalmente para incrementar la producción de heroína del cártel, a la vez que se ha consolidado como uno de los principales contactos para introducir a Estados Unidos la cocaína proveniente de Colombia.

### Entrevista con Julio Scherer García
El 4 de abril de 2010, se publicó en el semanario Proceso n.º 1744, una entrevista hecha por el periodista mexicano Julio Scherer García al Mayo Zambada. En dicha entrevista, él hace declaraciones sobre su vida personal y expresa su propia opinión respecto a la guerra contra el narcotráfico en México. En la portada del ejemplar de esa publicación aparece Zambada abrazando a Scherer.
Cuando Julio Scherer pregunta al Mayo por su hijo Vicentillo y su proceso en Estados Unidos, él contesta: 

"Es mi primogénito, el primero de cinco. Le digo "mijo". También es mi compadre." Le confió que aún llora por él y le pidió no hablar más sobre ese tema. -Y continuando la entrevista agregó: "Tengo a mi esposa, cinco mujeres, quince nietos y un bisnieto. Ellas, las seis, están aquí, en los ranchos, son hijas del monte como yo. El monte es mi casa, mi familia, mi protección, mi tierra, el agua que bebo. La tierra siempre es buena; el cielo no."

En la última parte de la entrevista, cuando Julio Scherer cuestiona al capo sobre la guerra contra el narcotráfico, Zambada ejemplifica su propia concepción sobre el tema mediante una situación hipotética: 

"Un día decido entregarme al gobierno para que me "fusile" (sic). Mi caso debe ser ejemplar, un escarmiento para todos. Me fusilan y estalla la euforia. Pero al cabo de los días vamos sabiendo que nada cambió." [...] "El problema del narco envuelve a millones. ¿Cómo dominarlos? En cuanto a los capos encerrados, muertos o extraditados, sus reemplazos ya andan por ahí." [...] "El narco está en la sociedad, arraigado, como la corrupción."[...]

Confesó que en 4 ocasiones sintió de cerca al ejército mexicano y que vivía en constante miedo de ser arrestado y encerrado, manifestando la posibilidad de quitarse la vida en caso de que lo lleguen a atrapar, cosa que no ocurrió cuando fue detenido por primera vez a sus 76 años.

### Recompensa
Tras la captura del Chapo Guzmán (en la última se llevó a cabo su extradición a Estados Unidos), Ismael Zambada García fue, hasta su detención, uno de los capos más buscados en México y Estados Unidos, este último ofrecía una recompensa de 15 millones de dólares por información que conduzca a su captura y/o muerte. En 2018, la Procuraduría General de la República de México empezó a ofrecer una recompensa de 100 millones de pesos por información que conduzca a la captura y/o muerte del Mayo Zambada convirtiéndose, junto a Nemesio Oseguera "El Mencho", líder del Cártel de Jalisco Nueva Generación, en los narcotraficantes más buscados de este país.

## Captura
El 25 de julio de 2024, se reportó que había sido detenido en El Paso, Texas. De acuerdo con varios medios de prensa, se entregó a las autoridades estadounidenses en uno de los aeropuertos privados de la ciudad fronteriza mencionada junto a Joaquín Guzmán López, hermano de Ovidio Guzmán López e hijo de Joaquín Guzmán Loera, mientras que otras fuentes declaran fue detenido por el FBI. 

### Juicio
El viernes 13 de septiembre de 2024 tuvo su primera audiencia en un tribunal de Nueva York, en el cual se declaró "no culpable" de los delitos de  narcotráfico, posesión ilegal de armas y empresa criminal.

## Vida personal
Es padre de 4 hijos y 4 hijas; entre ellos, Vicente Zambada Niebla, alias "El Vicentillo", quien jugó un papel clave en el Cártel de Sinaloa al coordinar el envío de varias toneladas de cocaína desde distintos países de Centro y Sudamérica, vía México, con destino a los Estados Unidos. Vicente fue capturado, junto a sus escoltas, por el Ejército Mexicano el 19 de marzo de 2009, portando armas consideradas de uso exclusivo de las fuerzas armadas. El 18 de febrero de 2010, El Vicentillo fue extraditado a Estados Unidos para enfrentar cargos federales. Años después fue testigo en el juicio contra El Chapo Guzmán, en donde aseguró que Guzmán Loera sobornaba a militares mexicanos con hasta 1 millón de dólares al mes.
Otro de sus hijos, Serafín Zambada Ortiz, fue arrestado con su esposa en noviembre de 2013 cuando cruzaba la frontera en Nogales, Arizona, quedando después ella en libertad.
El tercer varón, Ismael Zambada Imperial, alias «el Mayito Gordo», fue capturado por la Armada de México en una comunidad de la ciudad de Culiacán, capital del estado de Sinaloa.
El 20 de octubre de 2008, arrestaron a Jesús Zambada García, alias «el Patrón», hermano de Ismael Zambada y a Jesús Zambada Reyes de 21 años, su sobrino e hijo de Reynaldo Zambada. La PGR de México relaciona a "El Patrón" con el asesinato del excoordinador de Seguridad Regional de la Policía Federal Preventiva, Édgar Millán.
En septiembre de 2020, de manera extraoficial, se filtraron fotografías de Dwayne Zambada, supuesto nieto de Ismael Zambada y su presunta participación dentro del Cártel de Sinaloa. Quienes afirman es una pieza importante dentro de la organización criminal.